# Parliament of Southern Ireland

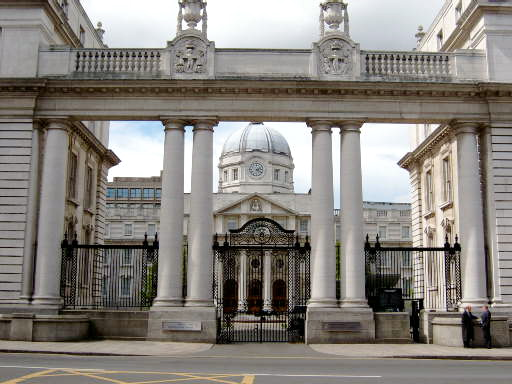
Parlamentsgebäude, ehemals Royal College of Science

Das Parliament of Southern Ireland (irisch Parlaimint Dheisceart Éireann, Parlament von Südirland) wurde durch den Government of Ireland Act im Jahr 1920 geschaffen und entstammt ursprünglich aus der Home Rule von 1914, die ein eigenständiges irisches Parlament vorsah. Im gleichen Zug wurde das Parliament of Northern Ireland geschaffen.
Das Parlament bestand aus zwei Kammern:
- dem Unterhaus oder House of Commons of Southern Ireland (Teach Teachtaí Dheisceart Éireann) und
- dem Oberhaus oder Senate of Southern Ireland (Seanad Dheisceart Éireann).

Aufgrund des parallel existierenden, aber offiziell nie anerkannten revolutionären Dáil Éireann gewann das Parlament nie an großer nationaler Bedeutung und hatte nur eine kurze Amtszeit von zwei Jahren. Bereits 1922 wurde durch den Anglo-Irischen Vertrag der Irische Freistaat mit einem eigenen Parlament, dem sogenannten Oireachtas, geschaffen.

## Das Unterhaus
Das House of Commons of Southern Ireland war das Unterhaus des südirischen Parlaments. 1921 wurden Wahlen für das Unterhaus abgehalten, die jedoch in Wirklichkeit keine waren. Alle 128 Kandidaten hatten in ihren Wahlkreisen keine Gegenkandidaten – Sinn Féin erreichte 124 Sitze, 4 Sitze gingen an die Unionisten im Wahlbezirk der Dubliner Universität. Doch die 124 Mitglieder der Sinn Féin (sowie die Sinn Féin Kandidaten, die in der gleichzeitig stattfindenden Wahl in Nordirland gewählt wurden) sahen in dieser Wahl nicht die Wahl zum südirischen Parlament, sondern zum Second Dáil, dem zweiten (revolutionären) irischen Parlament, unter dessen Namen sie sich auch versammelten.
Im Juni 1921 „versammelten“ sich beide Häuser offiziell im Royal College of Science (heute Teil des Parlamentsgebäudes) in der Merrion Street zur Parlamentseröffnung unter dem Lord Lieutenant of Ireland Viscount FitzAlan of Derwent. Doch es erschienen lediglich die vier Unionisten. Sie wählten Gerald Fitzgibbon zu ihrem Vorsitzenden und vertagten sich auf unbestimmte Zeit.
Das Unterhaus kam erst später, durch den Anglo-Irischen Vertrag wieder zu gewisser Bedeutung. Dieser Vertrag wurde in Irland durch zwei Gremien bestätigt: in den Augen der Nationalisten war die Bestätigung durch das Dáil ausschlaggebend, aus Sicht der britischen Politik war es die Bestätigung durch das House of Commons of Southern Ireland.
Das House of Commons of Southern Ireland wurde daraufhin aufgelöst und durch ein neues Parlament ersetzt, das Verfassunggebende Versammlung, Third Dáil oder Provisorisches Parlament genannt wurde – je nachdem, in wessen politischer Geschichte man sich bewegt.

## Das Oberhaus
Der Senate of Southern Ireland war das Oberhaus des südirischen Parlaments, für das 1921 erstmals Wahlen stattfanden. Wie das Unterhaus, wurde auch das Oberhaus von den irischen Nationalisten boykottiert, so dass sich nur 15 (von 61) Mitgliedern versammelten. Im Gegensatz zum Unterhaus fanden allerdings zwei weitere Senatsversammlungen statt, bevor er durch Schaffung des irischen Freistaates 1922 aufgelöst wurde.
Der Senat sollte ursprünglich aus 61 Personen bestehen:
- dem Vorsitzenden (Lord Chancellor of Ireland)
- 15 gewählte südirische Adlige
- 8 Mitglieder des Hofrats
- 2 Abgesandte der anglikanischen Church of Ireland
- 2 Abgesandte der Katholischen Kirche
- 14 Personen die durch den Lord-Lieutenant bestimmt werden
- 2 Personen die durch den Lord-Lieutenant in Abstimmung mit der Arbeiterbewegung bestimmt werden
- 17 gewählte Personen aus den Grafschaftsräten

Neben dem Lord-Lieutenant wurden allerdings nur 14 Senatoren gewählt, da die Arbeiterbewegung, die katholische Kirche und die Grafschaftsräte (von Sinn Féin kontrolliert) nicht kooperierten.
Hinweis: Dieser Text basiert auf einer Übersetzung der Artikel w:en:Parliament of Southern Ireland, w:en:House of Commons of Southern Ireland und w:en:Senate of Southern Ireland aus der englischen Wikipedia, Version vom 28. Juli 2005.